# Nikolaus Müller-Schöll
Nikolaus Müller-Schöll (* 1964) ist ein deutscher Theaterwissenschaftler.

## Leben
Müller-Schöll studierte Germanistik mit Schwerpunkt Theater und Medien sowie Philosophie, Kunstgeschichte und Politik an der Universität Hamburg und der Johns Hopkins University, Baltimore, USA, wo er im Jahr 1992 das Studium mit dem M.A. abschloss. Nach dem Grundstudium absolvierte er zwischendurch die Ausbildung zum Redakteur an der Henri-Nannen-Schule in Hamburg und arbeitete fortan als freier Journalist und Kritiker für den NDR, die Zeit, die Frankfurter Rundschau, die tageszeitung, den Spiegel u. a. Nach der Promotion am Institut für Theater-, Film und Medienwissenschaft der Goethe-Universität bei Hans-Thies Lehmann lehrte er von 1996 bis 2000 als DAAD-Lektor an der ENS Paris, Rue d'Ulm. In dieser Zeit leitete er zwei internationale Konferenzen zu Bertolt Brecht und Heiner Müller in Zusammenarbeit mit verschiedenen Pariser Universitäten und der Maison Heinrich Heine. Von 2000 bis 2002 koordinierte er als  Postdoktorand das DFG-Graduiertenkolleg „Zeiterfahrung und ästhetische Wahrnehmung“. Von 2002 bis 2003 forschte er als Stipendiat der Fondation Maison des Sciences de l’Homme an der Université de Paris X, Nanterre, zum Théâtre de la Foire um 1700 sowie zu komischem Theater des 18. Jahrhunderts im Rahmen eines Forschungsprojekts zum Komischen als „Paradigma der Modernitätserfahrung“. Von 2004 bis 2009 war er wissenschaftlicher Assistent an der Ruhr-Universität Bochum am Institut für Theaterwissenschaft und habilitierte dort im Jahr 2007. 2007/2008 vertrat er eine Professur am Institut für Angewandte Theaterwissenschaft der Universität Gießen (Vertretung von Heiner Goebbels). Darüber hinaus lehrte er als Gastdozent und -professor u. a. in Amsterdam, Paris, Florianopolis, Oslo und Rom.

## Schaffen
Von 2009 bis 2011 war er Professor für Theaterforschung am Institut für Germanistik II in Hamburg, wo er u. a. die Internationale Sommerakademie „Performing Politics“ leitete sowie im Auftrag des Senats der Freien und Hansestadt Hamburg eine umfangreiche Potentialanalyse der freien Szene in Hamburg verfasste. Seit 2011 ist er Professor für Theaterwissenschaft am Institut für Theater-, Film- und Medienwissenschaft in Frankfurt am Main, wo er Leiter des Masterstudiengangs Dramaturgie ist und in Kooperation mit Partnerinstitutionen in Brüssel, Paris, Helsinki und Oslo im Jahr 2017 den internationalen Studiengang Comparative Dramaturgy and Performance Research begründete. Daneben arbeitet er als Wissenschaftsjournalist, freier Dramaturg, Kritiker und Übersetzer. Er war von 2018 bis 2022 Präsident der Gesellschaft für Theaterwissenschaft. Außerdem ist er Mitglied in der International Brecht Society, der Heiner Müller-Gesellschaft, im Einar Schleef Arbeitskreis Sangerhausen, in der IFTR, der EASTAP und der Dramaturgischen Gesellschaft. Er ist regelmäßig als Gutachter für die ANR, DFG, FWF, SNF, Humboldt-Stiftung, Studienstiftung des Deutschen Volkes u. Evangelisches Studienwerk sowie weitere Wissenschaftsorganisationen und Fachzeitschriften sowie als Mitglied in diversen Kuratorien, Jurys und Boards tätig.
Zu seinen Forschungsschwerpunkten im Spannungsfeld von Theaterwissenschaft, Allgemeiner und Vergleichender Literaturwissenschaft, Philosophie und Politik gehören politische und polizeiliche Dramaturgie, Script-basiertes Theater, Theaterarchitektur als gebaute Ideologie, das Komische als Paradigma der Modernitätserfahrung, das Theater Brechts und Heiner Müllers, die Sprach- und Theatertheorie Walter Benjamins und das Darstellen 'nach Auschwitz'.

## Schriften (Auswahl)
- Das Denken der Bühne. Szenen zwischen Theater und Philosophie. (Hg. mit Leon Gabriel), Bielefeld 2019, ISBN 3-8376-4239-9.
- Theatre as Critique. Themenheft der Zeitschrift Forum Modernes Theater. Hg. zusammen mit Gerald Siegmund, 2018,
- Theater als Kritik. Theorie, Geschichte und Praktiken der Ent-Unterwerfung. Bielefeld. (Hg. mit Olivia Ebert, Eva Holling, Philipp Schulte, Bernhard Siebert und Gerald Siegmund) Bielefeld 2018.
- Unterm Blick des Fremden. Theaterarbeit nach Laurent Chétouane. (Hg., zusammen mit Leonie Otto), Bielefeld 2015.
- Archéologie du théâtre contemporain. (Hg. mit Jean-Louis Besson, Ulrike Haß, Jean Jourdheuil und Marielle Silhouette.) Paris 2012.
- Performing Politics. Politisch Kunst machen nach dem 20. Jahrhundert. (Hg. mit André Schallenberg und Mayte Zimmermann). Berlin 2012.
- Heiner Müller sprechen. (Hg. mit Heiner Goebbels.) Berlin 2009.
- Was ist eine Universität? (Hg. mit Ulrike Haß.) Bielefeld 2009.
- Schauplatz Ruhr. Jahrbuch zum Theater im Ruhrgebiet. Hg. mit Ulrike Haß. Berlin 2008.
- Politik der Vorstellung. Hg. zusammen mit Joachim Gerstmeier. Berlin 2006.
- Kleist lesen. Hg. mit Marianne Schuller. Bielefeld 2002.
- Heiner Müller - Généalogie d‘une oeuvre á venir. Hg. zusammen mit Jean Jourdheuil. Académie expérimentale des théâtres / Théâtre/Public 160 - 161, Juillet-octobre 2001.
- Das Theater des „konstruktiven Defaitismus“. Lektüren zur Theorie eines Theaters der A-Identität bei Walter Benjamin, Bertolt Brecht und Heiner Müller. Frankfurt am Main 2002, ISBN 3-86109-159-3.
- Ereignis. Eine fundamentale Kategorie der Zeiterfahrung. Anspruch und Aporien. (Hg.) Bielefeld 2003, ISBN 3-89942-169-8.
- Aisthesis. Zur Erfahrung von Zeit, Raum, Text und Kunst. (Hg. mit Saskia Reither), Schliengen im Markgräflerland 2005, ISBN 3-931264-73-4.